# 諾爾斯森林 (加利福尼亞州馬林縣)
諾爾斯森林（英語：Forest Knolls）是位於美國加利福尼亞州馬林縣的一個非建制地區。該地的面積和人口皆未知。

## 地理
諾爾斯森林的座標為38°00′55″N 122°41′19″W / 38.01528°N 122.68861°W，而該地的平均海拔高度為76米（即249英尺）。